# Řepníky

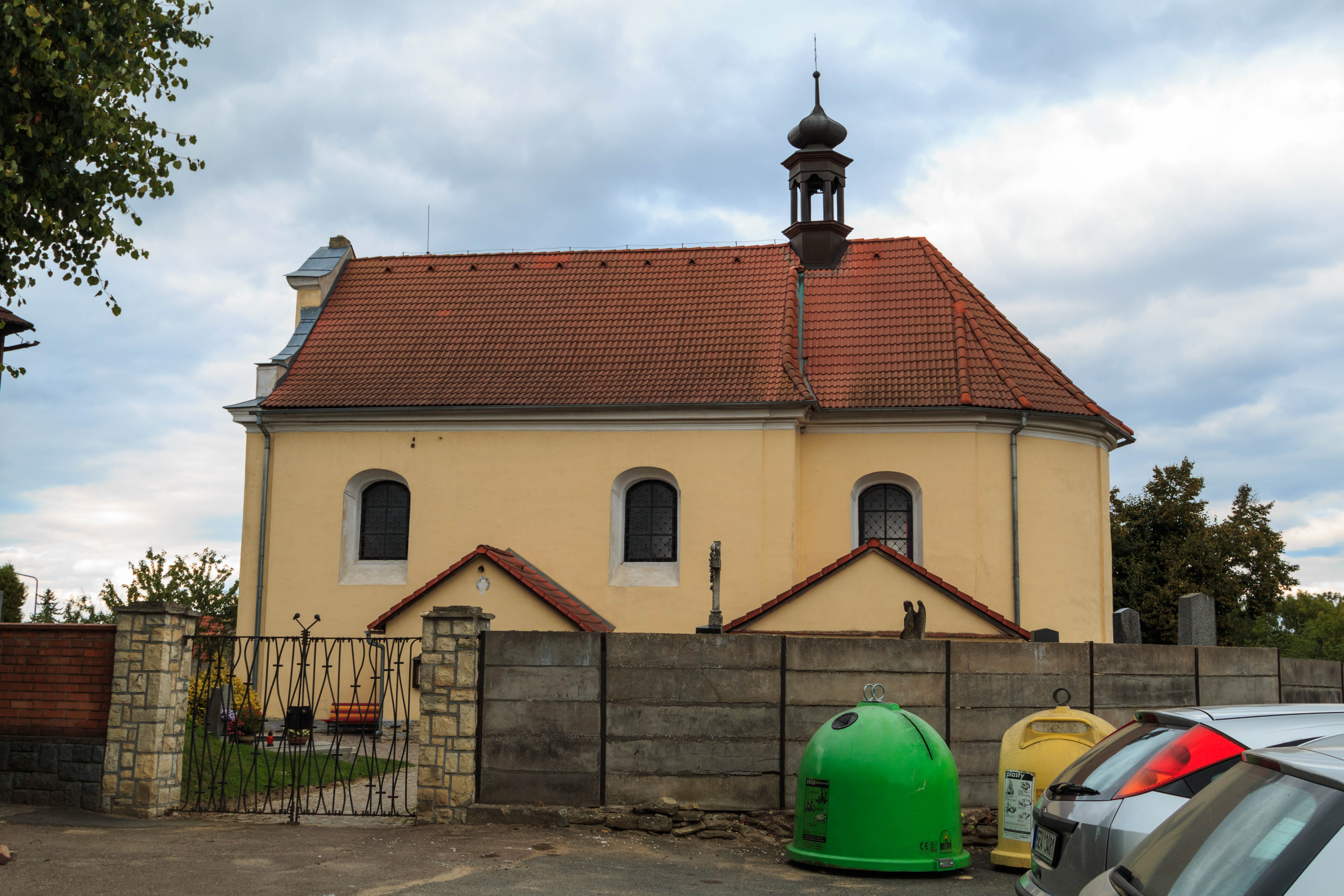
Kirche des hl. Laurentius

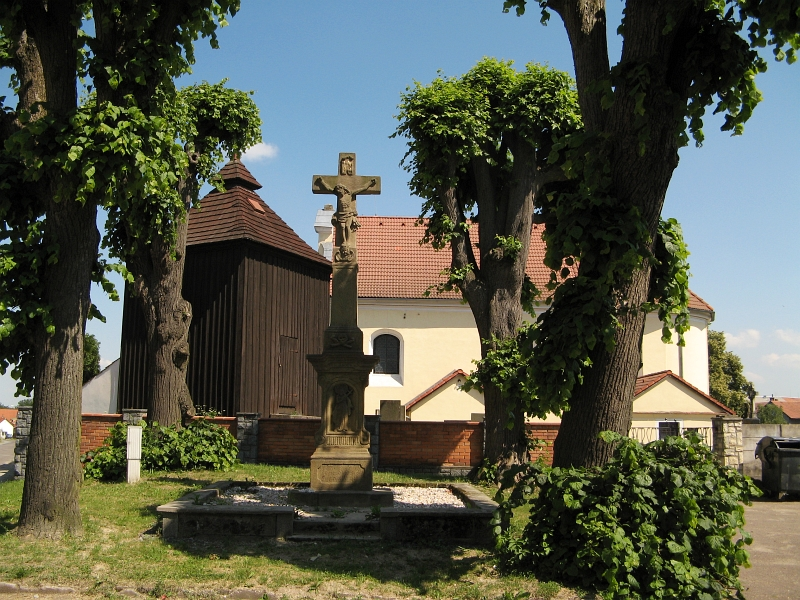
Friedhof mit Glockenturm und steinernem Kreuz

Řepníky (deutsch Repnik) ist eine Gemeinde in Tschechien. Sie liegt vier Kilometer nordöstlich von Luže und gehört zum Okres Ústí nad Orlicí.

## Geographie
Řepníky befindet sich im Quellgebiet des Baches Řepnický potok in der Novohradská stupňovina (Neuschlosser Stufenland). Südwestlich erhebt sich der Farářství (445 m n.m.).
Nachbarorte sind Pěšice, Popovec, Domoradice und Svařeň im Norden, Sejtinka, Brteč und Lhůta im Nordosten, Pustina im Osten, Javorníček, Libecina und Dvořiště im Südosten, Doubravice, Rvasice und Drahoš im Süden, Střemošice, Košumberk und Chlumek im Südwesten, Luže, Voletice und Domanice im Westen sowie Srbce im Nordwesten.

## Geschichte
Die erste urkundliche Erwähnung von Řepníky erfolgte 1349 als Teil des neu geschaffenen Bistums Litomyšl. Eine ältere Schenkungsurkunde König Vladislavs II. für das Prämonstratenserkloster Litomyšl aus dem Jahre 1167, in der auch der Hof Repine aufgeführt ist, hat sich als Falsifikat erwiesen. Bischof Johann von Bucca überschrieb den Hof Repine 1398 zusammen mit Boží Dům zur Beilegung alter Streitigkeiten dem Kloster Podlažice. Nach der Zerstörung des Klosters durch die Hussiten im Jahre 1421 fiel das Gut an weltliche Besitzer und wurde 1434 durch König Sigismund zusammen mit den Besitztümern des ehemaligen Bistums Leitomischl an Wilhelm Kostka von Postupitz übertragen. Dessen Sohn, der Hauptmann des Chrudimer Kreises, Zdeniek Kostka von Postupice, ließ zwischen 1450 und 1465 auf dem Hügel über Boží Dům als Herrschaftszentrum eine neue Burg erbauen, die er Nový hrad nannte. Nach dem Erlöschen des Geschlechts der Kostka von Postupitz belehnte König Ferdinand I. 1559 Jan Žatecky von Weikersdorf mit der heimgefallenen Burg Nový hrad.  Nachfolgende Besitzer waren ab 1580 die Popel von Lobkowitz. Řepníky war Sitz einer Rychta für die Dörfer Řepníky, Střemošice und  Zádolí.
Bei der Erbteilung zwischen den Brüdern Nikolaus und Johann Viktorin von Lobkowitz wurden die Dörfer der Rychta Řepníky von der Herrschaft Nový hrad abgetrennt und der Jan Viktorin von Lobkowitz zugefallenen Herrschaft Hrochow-Teinitz zugeschlagen. 1595 starb Jan Viktorin von Lobkowitz, neuer Besitzer der überschuldeten Herrschaft wurde der Gläubiger Johann Kolowrat-Bezdružický. Nach der Schlacht am Weißen Berg wurde die Ludwig Kolowrat-Bezdružický gehörige Herrschaft konfisziert. Nachfolgende Besitzer waren von 1622 bis 1706 die Freiherren Zeller von Rosenthal. Die Pfarrei Řepníky erlosch während des Dreißigjährigen Krieges, die Kirche wurde zur Filiale der Pfarrkirche von Hrochow-Teinitz. Johann Wenzel Zeller von Rosenthal vermachte die Herrschaft 1706 testamentarisch dem Prämonstratenserkloster Hradisko. Nach der Fertigstellung der neuen Kirche erfolgte 1783 die Stiftung einer Pfarrei in Řepníky. Nach der Aufhebung des Klosters fiel die Herrschaft Hrochow-Teinitz 1786 dem mährischen Religionsfonds zu und unterstand der k.k. böhmischen Staatsgüteradministration, 1824 erfolgte der Verkauf an Georg Prokop von Lilienwald.
Im Jahre 1835 bestand das im Chrudimer Kreis gelegene Dorf Řepnik aus 91 Häusern, in denen 515 Personen lebten. Unter dem Patronat der Obrigkeit standen die Pfarrkirche des hl. Laurentius, die Pfarrei und die Schule. Außerdem gab es im Ort ein Einkehrhaus. Řepnik war Pfarrort für Swařen (Svařeň), Střemoschitz, Pustina sowie den Hrochow-Teinitzer Anteil von Weißrössel. 1844 verkauften die Lilienwaldschen Erben die Herrschaft an den Textilfabrikanten Peter Josef Schlechta. Bis zur Mitte des 19. Jahrhunderts blieb Řepnik der Allodialherrschaft Hrochow-Teinitz untertänig.
Nach der Aufhebung der Patrimonialherrschaften bildete Řepníky ab 1849 eine Gemeinde im Gerichtsbezirk Hohenmauth. Ab 1868 gehörte die Gemeinde zum politischen Bezirk Hohenmauth. Im Zuge der Gemeindegebietsreform von 1960, bei der der Okres Vysoké Mýto aufgehoben wurde, kam die Gemeinde zum Okres Chrudim; zugleich erfolgte die Eingemeindung von Pěšice und Popovec. Seit 2007 gehört die Gemeinde zum Okres Ústí nad Orlicí.  Řepníky führt seit 2015 ein Wappen und Banner.

## Gemeindegliederung
Die Gemeinde Řepníky besteht aus den Ortsteilen Pěšice (Pieschitz), Popovec (Popowetz) und Řepníky (Repnik), die zugleich auch Katastralbezirke bilden.  Zu Řepníky gehört außerdem der Wohnplatz Bětník.

## Sehenswürdigkeiten
- spätbarocke Kirche des hl. Laurentius in Řepníky, erbaut 1782–83 anstelle eines gotischen Vorgängerbaus. Der Hauptaltar stammt aus der Hohenmauther St.-Laurentius-Kirche.
- hölzerner Glockenturm auf dem Friedhof und steinernes Kreuz von 1823 auf dem Friedhof
- klassizistisches Pfarrhaus, errichtet 1791 nach Plänen des Pfarrers K. Weber
- Statue des hl. Johannes von Nepomuk in Řepníky, geschaffen Ende des 18. Jahrhunderts, sie wurde 1936 restauriert
- Kapelle in Pěšice
- wüste Feste Pěšice
- Slawische Burgstätte Pěšice mit Wällen und Gräben
- Wasserturm in Popovec
- Anhöhe Na Pokloně mit barocker dreiseitiger Betsäule der hl. Dreifaltigkeit aus dem Jahre 1730. Der Überlieferung nach soll sich auf der Poklona ein keltischer Begräbnisplatz oder auch eine Hinrichtungsstätte befunden haben. Von der südwestlich des Dorfes an der Gemarkungsgrenze zu Střemošice gelegenen Anhöhe bietet sich ein guter Ausblick nach der Böhmisch-Mährischen Höhe und dem Eisengebirge. Vom Poklona-Plateau sind bei Fernsicht über das ostböhmische Tafelland sind der Kuneberg, die Schneekoppe, der Jeschken, der Glatzer Schneeberg oder der Altvater zu erkennen.
- Naturreservat Střemošická stráň mit wärmeliebender Flora, westlich des Dorfes
- Naturdenkmal Kusá hora, zwischen Řepníky und Pěšice
- Tal bei Bětník mit Höhle U Ouhlířů (unzugänglich)
- Broučí důl bei Domoradice

## Söhne und Töchter der Gemeinde
- Jan Sobotka (1862–1931), Mathematiker